# Pfandbriefzentrale der schweizerischen Kantonalbanken
Die Pfandbriefzentrale der schweizerischen Kantonalbanken AG ist als Gemeinschaftsunternehmen der 24 Kantonalbanken eines der zwei Schweizer Pfandbriefinstitute. Sie wurde 1931 gegründet und hat ihren Sitz in Zürich.

## Rechtsgrundlage
Die Rechtsgrundlage für die Pfandbriefzentrale bildet das Schweizer Pfandbriefgesetz. Dieses beschränkt das Recht zur Ausgabe von Pfandbriefen auf zwei Institute, deren Tätigkeit auf die Emission von Pfandbriefen beschränkt ist. Das andere Institut ist die Pfandbriefbank schweizerischer Hypothekarinstitute AG.
Gemäss Pfandbriefgesetz hat die Pfandbriefzentrale der schweizerischen Kantonalbanken AG den Zweck, „... dem Grundeigentümer langfristige Grundpfanddarlehen zu möglichst gleichbleibendem und billigem Zinsfusse zu vermitteln.“

## Tätigkeitsgebiet
Zur Erfüllung ihres gesetzlichen Auftrages emittiert die Pfandbriefzentrale regelmässig Schweizer Pfandbriefe® und gewährt ihren Mitgliedern, den 24 am Aktienkapital beteiligten Kantonalbanken, Darlehen gegen Grundpfanddeckung zur Mitfinanzierung des Hypothekargeschäftes. Ende 2024 hatte die Pfandbriefzentrale Schweizer Pfandbriefe® im Gesamtwert von 83,322 Milliarden Schweizer Franken mit einem durchschnittlichen Zinssatz von 0,85 % ausstehend.
Die Anleihen der Pfandbriefzentrale der schweizerischen Kantonalbanken AG verfügen über ein Aaa-Rating von der Ratingagentur Moody’s.